# Deposito ATM Novara
Il Deposito Novara è un'infrastruttura di servizio del trasporto pubblico a Milano per la rimessa  delle vetture filoviarie e automobilistiche dell'ATM. Costruita ed inaugurata sul finire degli anni '50, è ubicata lungo la via Novara, nella periferia occidentale della città.
Il deposito serve da rimessa per le vetture filoviarie atte al servizio sulla circolare filoviaria 90 - 91.